# Inno della Repubblica Popolare di Doneck
L'inno nazionale della Repubblica Popolare di Doneck (in russo Государственный гимн Донецкой Народной Республики?, Gosudarstvennij gimn Doneckoj Narodnoj Respubliki), anche chiamato Slav'sja Respublika (in russo Славься Республика?),  è l'inno nazionale della Repubblica Popolare di Doneck, soggetto federale conteso della Russia.

## Storia
Quando il suo predecessore, l'autoproclamata Repubblica Popolare di Doneck dichiarò l'indipendenza, il 7 aprile 2014, adottò come inno il brano patriottico "Alzati Donbass" (rus: Вставай Донбасс, trasl: Vstavaj Donbass). L'8 maggio 2015, in seguito a una votazione del Consiglio del Popolo, venne stabilito che il nuovo inno sarebbe stato "Slav'sja Respublika", del poeta Michail ChoChlov. La prima esecuzione ufficiale avvenne il giorno seguente in piazza Lenin, in occasione delle celebrazioni della Giornata della Vittoria.
Chochlov scrisse il testo nell'estate del 2014, durante i bombardamenti su Doneck della Guerra del Donbass, e nel settembre stesso compose l'arrangiamento musicale e pubblicò il brano.

## Testo
Il testo, in lingua russa, è un componimento patriottico che vuole sottolineare l'orgoglio del popolo del Donbass. Tra i temi che risaltano vi sono la tradizione mineraria del Donbass, la laboriosità della gente, la protezione di Dio e l'amicizia dei popoli slavi.

### Testo in russo
Великий Донбасс – честь и гордость народа,
 
Богатые недра, леса и поля
 
Наш край трудовой – наша жизнь и свобода,
 
Навеки хранимая Богом земля!
Rit: Славься, Республика наша народная!
 
Славься, любимый шахтерский Донбасс!
 
Славься, держава, духом свободная,
 
Дружбой народов связавшая нас!
Врагу не сломить нашу крепкую волю:
 
Мы духом и сердцем вовеки сильны!
 
Единству и братству славянских народов
 
Мы будем всегда беззаветно верны!

Rit.

Донецкая Русь сквозь года величаво
 
Победное знамя свое пронесет,
 
Святая народная наша держава
 
С надеждой и верой для мира цветет!

Rit.

### Traslitterazione
Velikiy Donbass – chest' i gordost' naroda,
 
Bogatyye nedra, lesa i polya

Nash kray trudovoy – nasha zhizn' i svoboda,
 
Naveki khranimaya Bogom zemlya!
Rit: Slav'sya, Respublika nasha narodnaya!
 
Slav'sya, lyubimyy shakhterskiy Donbass!
 
Slav'sya, derzhava, dukhom svobodnaya,
 
Druzhboy narodov svyazavshaya nas!
Vragu ne slomit' nashu krepkuyu volyu:
 
My dukhom i serdtsem voveki sil'ny!
 
Yedinstvu i bratstvu slavyanskikh narodov
 
My budem vsegda bezzavetno verny!

Rit.

Donetskaya Rus' skvoz' goda velichavo
 
Pobednoye znamya svoye proneset,
 
Svyataya narodnaya nasha derzhava
 
S nadezhdoy i veroy dlya mira tsvetet!

Rit.

### Traduzione
Il grande Donbass è l'onore e l'orgoglio del popolo,
 
Ricchi sottosuolo, foreste e campi,
 
La nostra terra di lavoro, la nostra vita e libertà,
 
Terra per sempre protetta da Dio!
Rit: Gloria alla Repubblica, la nostra gente
 
Gloria ai prediletti minatori del Donbass
 
Gloria alla Nazione, spirito libero,
 
Dell'amicizia dei popoli che ci hanno legato.
Il nemico non romperà la nostra forte volontà,

Siamo forti nello spirito e nel cuore per sempre,
 
All'unità e alla fratellanza dei popoli slavi
 
Saremo sempre disinteressatamente fedeli

Rit.

Donetsk, nel corso degli anni la Russia ti ha nobilitato,

Porterà maestosamente il suo stendardo vittorioso,
 
Santo Popolo del nostro paese

Con speranza e fede fiorisce il mondo

Rit